# 五山文学
五山文学（ござんぶんがく）は、鎌倉時代末期から室町時代にかけて禅宗寺院で行われた漢文学である。

## 禅林文芸の興隆
宋元禅林においても文学が占める位置は非常に大きかったが、入宋僧や入元僧らにより、その禅風が日本に伝来すると、日本の禅林においても文学志向が高揚することとなった。もっとも、禅僧の中でもこうした風潮を批判する者がいた。鎌倉時代に建長寺を創建した蘭渓道隆は「不立文字」を掲げて文学ばかり励んで禅行に励まない僧侶を厳しく批判したが、続いて来日した大休正念や無学祖元・一山一寧は文学を通じて北条時宗の信任を得るなど、禅僧の文学志向は収まることは無かった。特に一山一寧は門人希望者に偈頌作成を課した。これは権力の保護を受けた当時の禅林に多くの禅僧が集まったが、その中には破戒的な振舞いを行う者や仏教に関する知識も礼儀も備わっていない者が多数含まれており、他宗派からの攻撃の対象となっていた。一山一寧は禅行以前の問題としての仏教僧としての自覚を促す手段を文学に求めたのであった。

## 五山文学の成立
室町時代に入ると、鎌倉五山や京都五山（京五山）では、幕府の外交文書を起草するという必要性も伴い、四六文を用いた法語や漢詩を作る才が重視されたことも関係して、五山文学が栄えることとなった。五山文学こそは、五山文化の中心であった。
禅の法語をはじめ、詩文、日記、論説などの分野に及ぶ。代表的な詩文集に、義堂周信の『空華集』、絶海中津の『蕉堅稿』などがある。また、漢文学の盛行に伴って、木版出版も起こった。とりわけ、14世紀後半、京都の天龍寺雲居庵や、臨川寺で、春屋妙葩らが盛んに出版活動を展開した。これらの木版印刷を五山版と呼ぶ。その大多数は、日本に伝わった宋版や元版を覆刻したものであり、古様を伝えるものも多く、版本学的な資料価値が非常に高い。

## 五山文学の主な担い手
- 虎関師錬(1278-1346)
- 寂室元光(1290-1367)
- 雪村友梅(1290-1347)
- 中巌円月(1300-1375)
- 愚中周及(1323-1409)
- 義堂周信(1325-1388)
- 絶海中津(1334-1405)
- 瑞渓周鳳(1392-1473)
- 万里集九(1428-?)
- 横川景三(1429-1493)
- 策彦周良(1501-1579)

## 詩文集
- 『五山文学集・江戸漢詩集』日本古典文学大系89　山岸徳平校注　岩波書店　1966年
- 『五山詩僧　日本の禅語録 8』 玉村竹二訳注、講談社、1978年
- 『五山文学集　新日本古典文学大系48』 入矢義高校注、岩波書店、1990年